# Robert McCloskey
Pour les articles homonymes, voir McCloskey.
Robert McCloskey, né le 14 septembre 1914 et décédé le 30 juin 2003, est un auteur et illustrateur américain de livres pour enfant. Son œuvre la plus connue est probablement le livre Make Way for Ducklings, qui remporta en 1942 la médaille Caldecott.